# إيفان ميكام

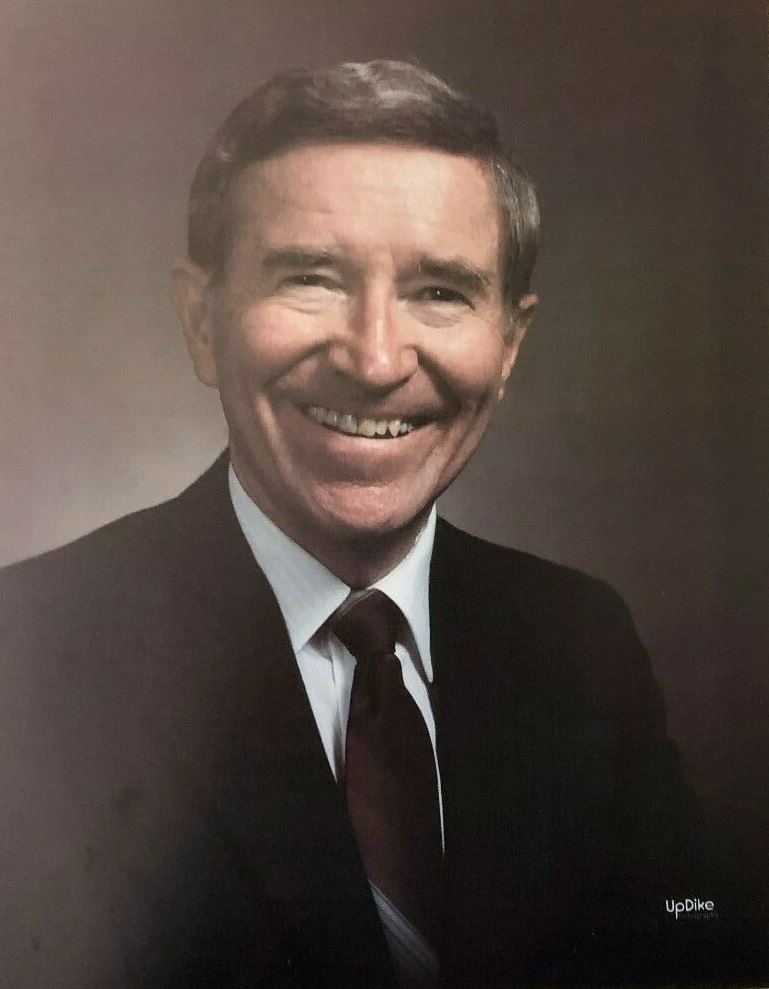
إيفان ميكام

إيفان ميكام (بالانجليزية: Evan Mecham) (من مواليد 12 مايو عام 1924 - 21 فبراير عام 2008) رجل أعمال أمريكي والحاكم السابع عشر لولاية أريزونا، خدم من 5 يناير عام 1987 حتى إدانته في 4 أبريل عام 1988. يُعتبر ميشام من قدامى المحاربين في الحرب العالمية الثانية، وكان رجل أعمال ناجحًا في بيع السيارات وناشر أيضًا من حين لآخر.
أكسبته الترشحات الدورية للمناصب السياسية سمعة كمرشح دائم إلى جانب لقب «هارولد ستاسن من أريزونا» قبل انتخابه حاكمًا تحت الراية الجمهورية. بصفته حاكمًا، عانى ميكام من الجدل الذي أُثير فور تنصيبه بعد أن أصبح أول حاكم أمريكي يواجه في نفس الوقت الإقالة من منصبه من خلال المساءلة وانتخابات سحب الثقة المقررة ولائحة اتهام جنائية. عُدّ ميكام أول حاكم لولاية أريزونا يتم عزله.
خدم ميكام فترة ولاية واحدة كعضو في مجلس الشيوخ قبل أن يبدأ سلسلة من الترشحات الفاشلة للمناصب العامة. بدأ من خلال انتخابات عام 1986 بفوز مفاجئ بترشيح الحزب الجمهوري، تلاه انقسام في الحزب الديمقراطي خلال الانتخابات العامة، ما أدى إلى سباق ثلاثي. بصفته الحاكم، أصبح ميكام معروفًا بالتصريحات والأفعال التي كان يُنظر إليها على نطاق واسع على أنها مشحونة بطابع عنصري أو عنصرية بحتة. من بين هذه الأفعال، إلغاء يوم مارتن لوثر كنج مدفوع الأجر من الولاية وبدلًا من ذلك قام بإقرار يوم عطلة غير مدفوعة الأجر في يوم الأحد، وإعزاء معدلات الطلاق المرتفعة إلى النساء العاملات، ودفاعه عن كلمة «بيكانيني: الطفل الصغير» في وصف الأطفال الأمريكيين من أصل أفريقي. كرد فعل على هذه الأحداث، تم تنظيم مقاطعة أريزونا. نشأ خلاف بين الحاكم وزملائه الجمهوريين في الهيئة التشريعية لولاية أريزونا بعد أن وجهت صحيفة أريزونا ريبابليك اتهامات بالتعيينات السياسية المشكوك فيها والمحسوبية، وهي اتهامات ادعى ميكام أنها باطلة.
بعد أن خدم في الفترة من 5 يناير عام 1987 حتى 4 أبريل عام 1988، تمت إقالة ميكام من منصبه بعد إدانته في محاكمة عزله بتهمة عرقلة سير العدالة وإساءة استخدام الأموال الحكومية - الأموال التي أكد ميكام أنها خاصة. برأت محاكمة جنائية لاحقة ميكام من التهم ذات الصلة. بعد إقالته من منصبه، استمر ميكام بنشاطه السياسي لما يقرب من عقد من الزمان. خلال هذا الوقت، شَغِل منصب مندوب في المؤتمر الوطني للحزب الجمهوري وقام بجولاته الأخيرة لمنصب حاكم ولاية أريزونا وأيضًا لمجلس الشيوخ الأمريكي، حيث تحدى جون ماكين كمستقل، لكن دون جدوى.

## منصب الحاكم
تم تقليد ميكام منصب الحاكم في 5 يناير عام 1987. ومن بين النجاحات المزعومة قام بفتح مكتب تجاري في تايوان سمح بعقد تصدير قطن بقيمة 63 مليون دولار وتعزيز جهود الوقاية من تعاطي المخدرات من خلال تشريع يسمح للمحافظ بتعيين قضاة مؤقتين للتعامل مع القضايا المتعلقة بالمخدرات. قاد الحاكم أيضًا جهودًا كبيرة داخل جمعية الحاكم الوطني لرفع الحد الأقصى للسرعة على الطرق السريع الريفي من 55 ميلًا (90 كم/ساعة) إلى 65 ميلًا في الساعة (105 كم/ساعة) إلى جانب دعمه مشروع قانون تشريعي لمنع الاستيلاء على أعمال أريزونا. خلال فترة ولاية ميكام، تم إلغاء عجز في الميزانية وقدره 157 مليون دولار من خلال التخفيضات في الإنفاق الحكومي.

### يوم مارتن لوثر كينج الابن
اكتسب ميكام الاهتمام الوطني بعد عدة أيام من تنصيبه من خلال الوفاء بوعد حملته بإلغاء يوم مارتن لوثر كنج مدفوع الأجر ضمن عطلة نهارية (يوم إم إل كيه) لموظفي الدولة. تم إقرار يم العطلة في مايو عام 1986 بأمر تنفيذي من الحاكم السابق، بروس بابيت، بعد تصويت المجلس التشريعي للولاية بالرفض. لكن بعد إقرار العطلة، أصدر مكتب المدعي العام للولاية رأيًا بأن العطلة مدفوعة الأجر غير قانونية وهدد بمقاضاة الحاكم القادم بشأن تكلفة العطلة مدفوعة الأجر إذ لم يوافق عليها المجلس التشريعي. على الرغم من الجدل حول شرعية كيفية إقرار يوم العطلة، رد ميكام على تعليقات نشطاء الحقوق المدنية ومجتمع الأمريكيين الأفارقة بعد الإلغاء بقوله: «الملك لا يستحق عطلة». تبع ذلك إخباره لمجموعة من قادة مجتمع الأمريكيين الأفارقة، «أنتم لا تحتاجون إلى عطلة أخرى. ما تحتاجونه يا رفاق هو الوظائف».
ردًا على الإلغاء، نُظمت مسيرة احتجاجية إلى عاصمة الولاية في 19 يناير عام 1987، وهو اليوم المقرر للعطلة. تم إلغاء المؤتمرات المُقرر عقدها في ولاية أريزونا وأعلن المؤدي ستيفي وندر والكاتب هارلان إليسون بشكل منفصل أنهما سيقاطعان الولاية. أصدرت فرقة الراب بابليك إينمي أغنية تتعلق بإلغاء العطلة بعنوان «باي ذا تايم آي غيت تو أريزونا»؛ في الفيديو الخاص بالأغنية، يقوم أعضاء الفرقة باغتيال ميكام بعد زرع قنبلة تحت سيارته الليموزين وتفجيرها عن طريق التحكم عن بعد. انضمت فرقة الروك يو تو التي قدمت حفلة موسيقية في جامعة ولاية أريزونا (إيه إس يو) في تمبي في أوائل أبريل من عام 1987، إلى جوقة إدانة ميكام، وأعلنوا تبرعهم بأموال لحملة الإقالة واستنكاره من المسرح من قِبَل متحدث باسم جمهورهم والصحافة والتلفزيون والمنافذ الإذاعية.
بعد عدة أشهر من الانتقادات، أعلن ميكام عطلة غير مدفوعة الأجر يوم الأحد الثالث من شهر يناير. كان رد الفعل في الولاية على العطلة غير مدفوعة الأجر ضعيفًا بشكل عام.